# Camino Francés

Harta „Camino francés”

Camino Francés (în traducere „Drumul Francez”) este o parte a Drumului Sfântului Iacob.